# Charlotte van Pruisen (1860-1919)

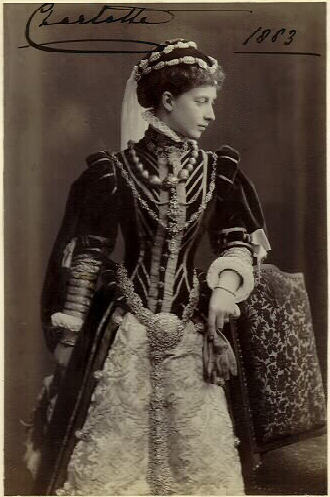
Charlotte van Pruisen

Victoria Elisabeth Augusta Charlotte van Pruisen (Potsdam, 24 juli 1860 – Baden-Baden, 1 oktober 1919) was een Pruisische prinses.
Zij was de dochter van de Duitse keizer Frederik III en diens vrouw Victoria. Zij was de zuster van de latere Duitse keizer Wilhelm II en een kleindochter van de Britse koningin Victoria. 
Als jong meisje was Charlotte een nerveus en geagiteerd kind, dat nagels beet en vaak haar kleding stuk scheurde. Ze was niet erg geïnteresseerd in leren en dat deed haar moeder veel verdriet. Met haar broer, Wilhelm, had ze evenwel een zeer nauwe band.
In 1877 leerde ze Bernhard van Saksen-Meiningen kennen, met wie ze op 18 februari 1878 trouwde. Het paar kreeg een kind: Feodore. Het dochtertje werd aan de zorgen van kindermeisjes overgelaten terwijl Charlotte zich steeds meer mengde in het Berlijnse societyleven. Zij deelde - eveneens tot verdriet van haar moeder, die zelf meer liberale visies had - de politieke ideeën van haar broer en Bismarck.
In 1914 werd haar man hertog van Saksen-Meiningen. Het paar zou maar kort van deze status genieten want Bernhard deed al in 1918 ten gevolge van de Novemberrevolutie afstand van de hertogelijke troon. Nog bij hun troonsbestijging had de New York Times het hertogelijk paar geroemd om hun cleverness, independence of mind and manner, originality, freedom from prejudicem and modernity in the best sense of the word. Kort daarna, in 1919 overleed Charlotte, naar uit recent onderzoek is gebleken, vermoedelijk aan een erfelijke stofwisselingsziekte, die in 1945 ook haar dochter zou vellen.